# Trichogrammatoidea cryptophlebiae
Trichogrammatoidea cryptophlebiae is een vliesvleugelig insect uit de familie Trichogrammatidae. De wetenschappelijke naam is voor het eerst geldig gepubliceerd in 1979 door Nagaraja.